# Helicodontium italicum
Helicodontium italicum là một loài Rêu trong họ Myriniaceae. Loài này được (Schimp.) M. Fleisch. mô tả khoa học đầu tiên năm 1920.